# Onchopristis
Onchopristis je rod vyhynulých pilounovitých paryb, žijících v období křídy zhruba před 120 až 75 miliony let. Fosilie byly nalezeny v Severní Americe i severní Africe. Zuby byly dlouhé až 8 cm, z toho se usuzuje, že dospělý jedinec mohl měřit přes osm metrů (z toho více než dva metry připadaly na rostrum, kostěný výběžek v přední části lebky, opatřený ostrými zuby) a vážit okolo jedné tuny. Žijící piloun mnohozubý dorůstá maximálně 7.5 m.
Onchopristis se objevuje v televizním seriálu Planet Dinosaur. Je zde představen jako tvor, který žil v moři a za účelem rozmnožování se vydával proti proudu řek podobně jako lososovití. Rostrum mu sloužilo k obraně před predátory jako např. spinosaurus, na spodní straně bylo navíc opatřeno citlivými čidly pomáhajícími vyhledat u dna kořist.
Popsány byly dva druhy: Onchopristis numidus a Onchopristis dunklei.